# Antonius Abt en Barbarakapel

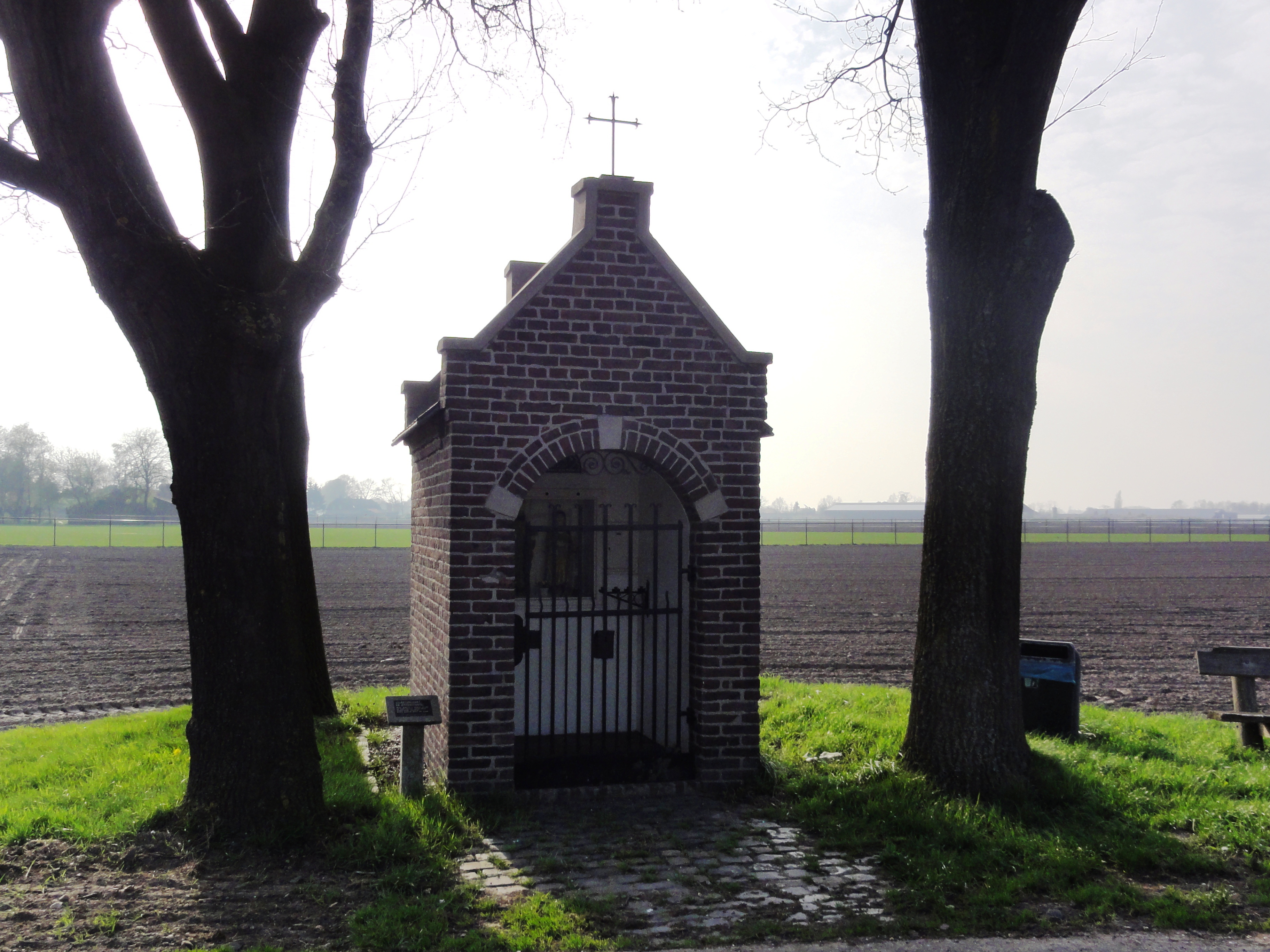
De Antonius Abt en Barbarakapel

De Antonius Abt en Barbarakapel is een kapel in Leunen in de Nederlands Noord-Limburgse gemeente Venray. De kapel staat ten zuiden van het dorp in de velden aan de Veulenseweg op de plaats waar deze vroeger een landweg kruiste. Op ongeveer een kilometer noordelijker staat de Mariakapel.
De kapel is gewijd aan Antonius van Egypte en Barbara van Nicomedië.

## Geschiedenis
In 1646 werd de kapel voor het eerst in documenten vermeld, namelijk in het Reeckenboeck van de penningmeester van het Ellendige Gilde dat zich bezig hield met armenzorg. De kapel zou zijn gebouwd in een tijd (rond 1636) dat de pest in de streek huishield en men de heilige Antonius als pestpatroon aanriep.
Aan het einde van de 19e eeuw werd de kapel herbouwd.
In 1982 werd de kapel gerestaureerd.
De drie oorspronkelijke beelden van de heiligen Antonius Abt, Barbara en Antonius van Padua werden gestolen uit de kapel, waarna in 1984 nieuwe beelden werden vervaardigd van alleen de eerste twee genoemde heiligen.

## Bouwwerk
De rode bakstenen kapel is opgetrokken op een rechthoekig plattegrond en wordt gedekt door een verzonken zadeldak met leien. De frontgevel en achtergevel zijn tuitgevels met schouderstukken met op de top van de frontgevel een metalen kruis. De kapel heeft geen vensters en de frontgevel bevat de rondboogvormige toegang de wordt afgesloten met een smeedijzeren hek. De sluitsteen en aanzetstenen van de toegangsboog en de bovenzijde van de gevels is uitgevoerd in mergelsteen.
Van binnen is de kapel wit gepleisterd. In de achterwand is een vierkante nis aangebracht die wordt afgesloten met een glasplaat. In de nis staan twee polychrome beelden, waarbij de linker de heilige Barbara toont en de rechter de heilige Antonius Abt. Boven de nis hangt een houten bord met daarop de tekst:

Offer ter eere van de H. Barbara voor een zaligen dood en ter eere van de H. Antonius tegen veeziekten.